# Moyra Jacobsson-Bannister
Moyra Elver Jacobsson-Bannister, 1928-2022, var en svensk-brittisk målare och tecknare.
Hon föddes som dotter till nationalekonom Per Jacobsson och Violet Mary Nye. Hon gifte sig 1955, i Basel, med läkaren och drömmilaren Roger Gillbert Bannister.
Moyra Jacobsson-Bannister har ställt ut i samlingsutställningen Unga tecknare på Nationalmuseum 1952, och i ett flertal engelska utställningar bland annat med oljemålningen Tulpaner på Royal Academys sommarutställning 1956.